# St. Johannis (Langenhessen)

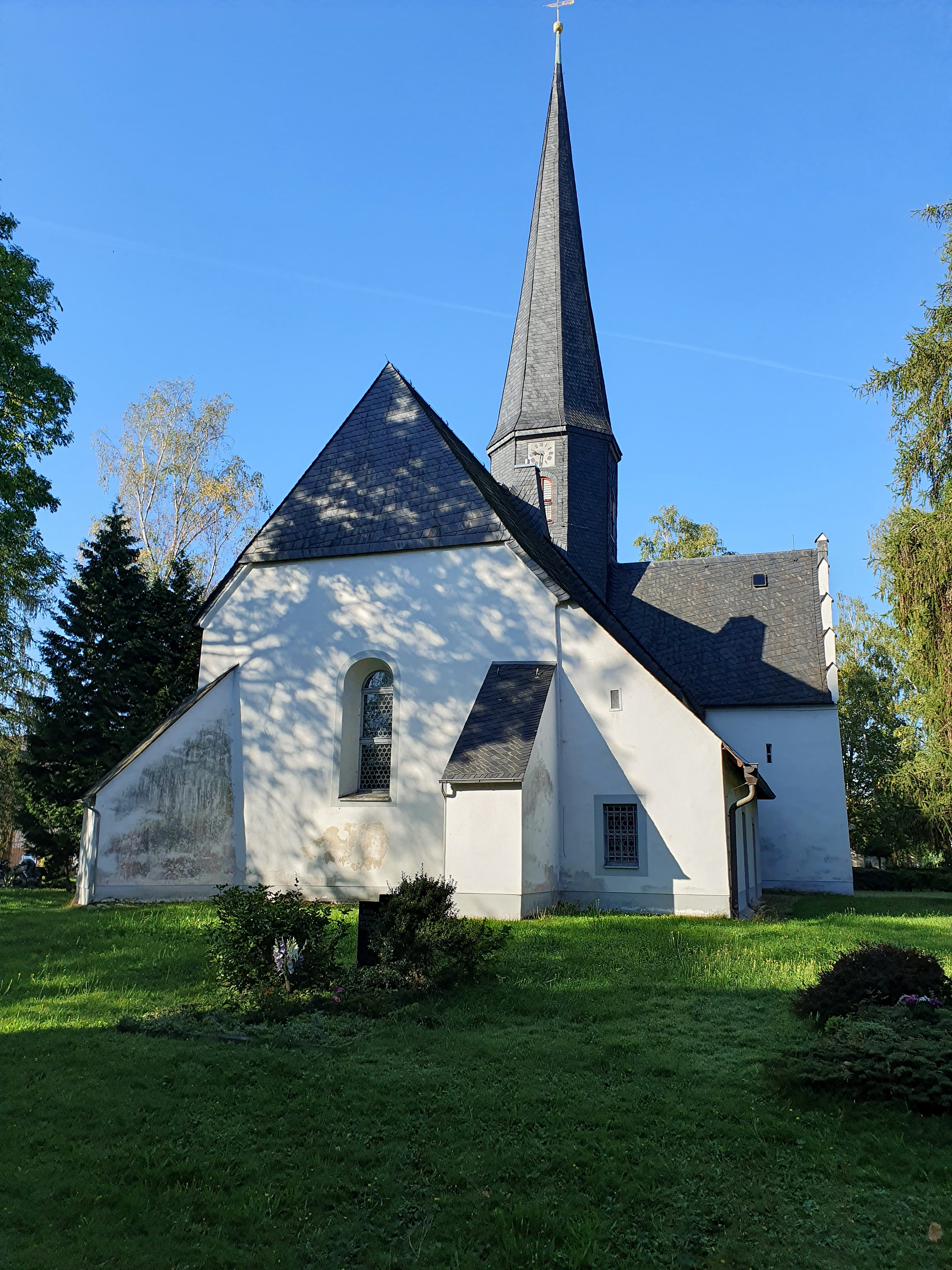
St. Johannis in Langenhessen

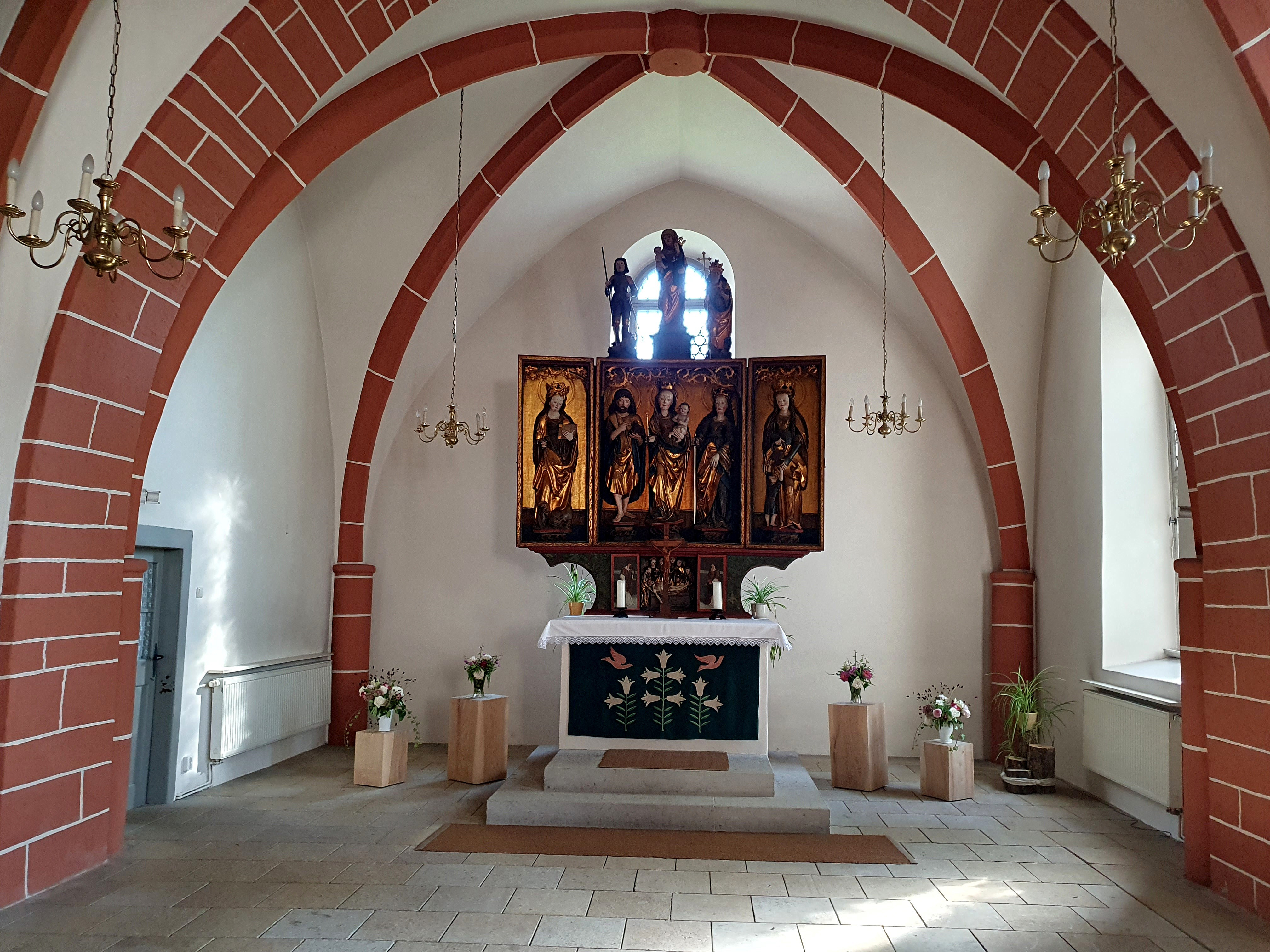
Innenansicht zum Chor

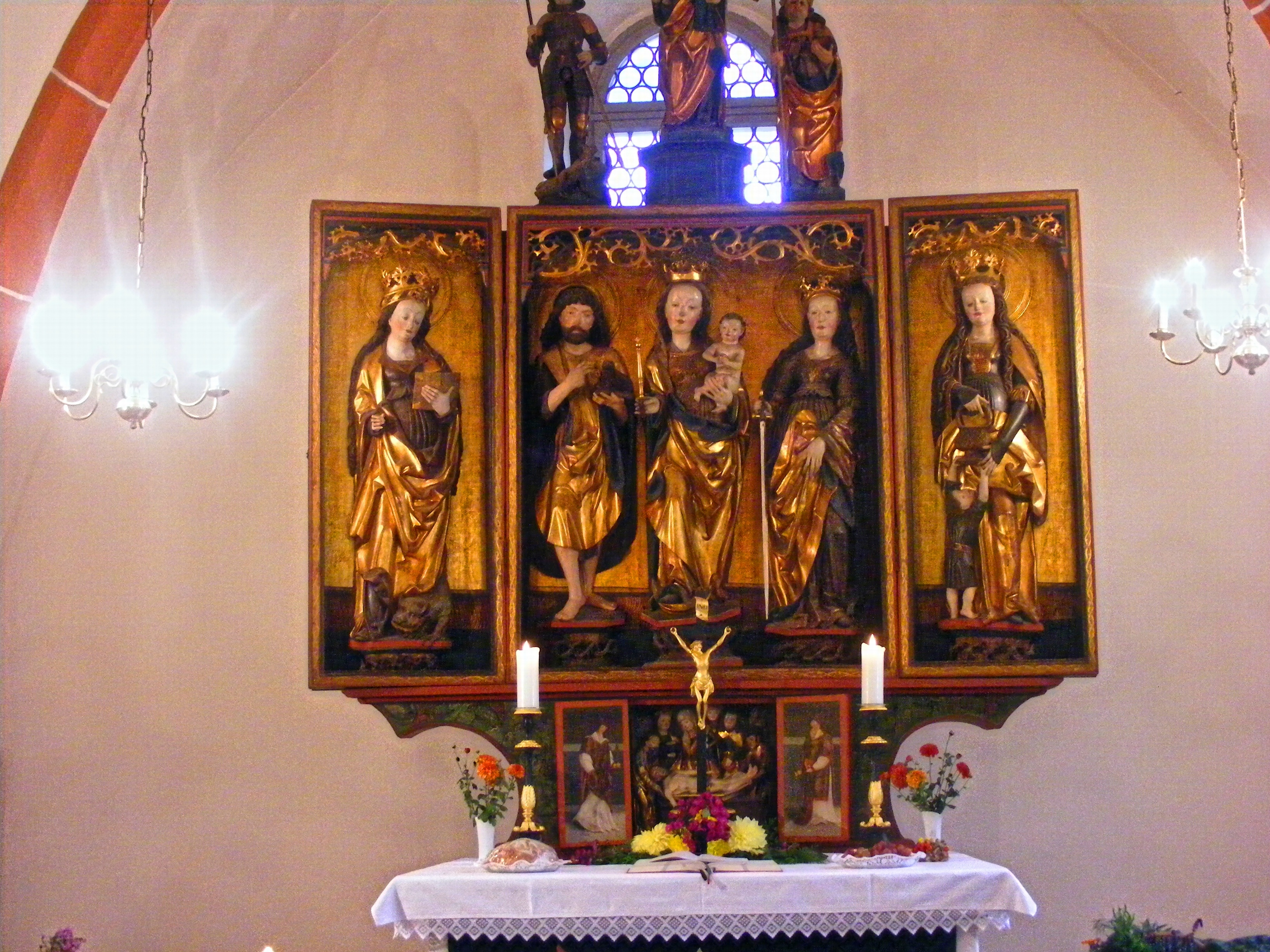
Altar

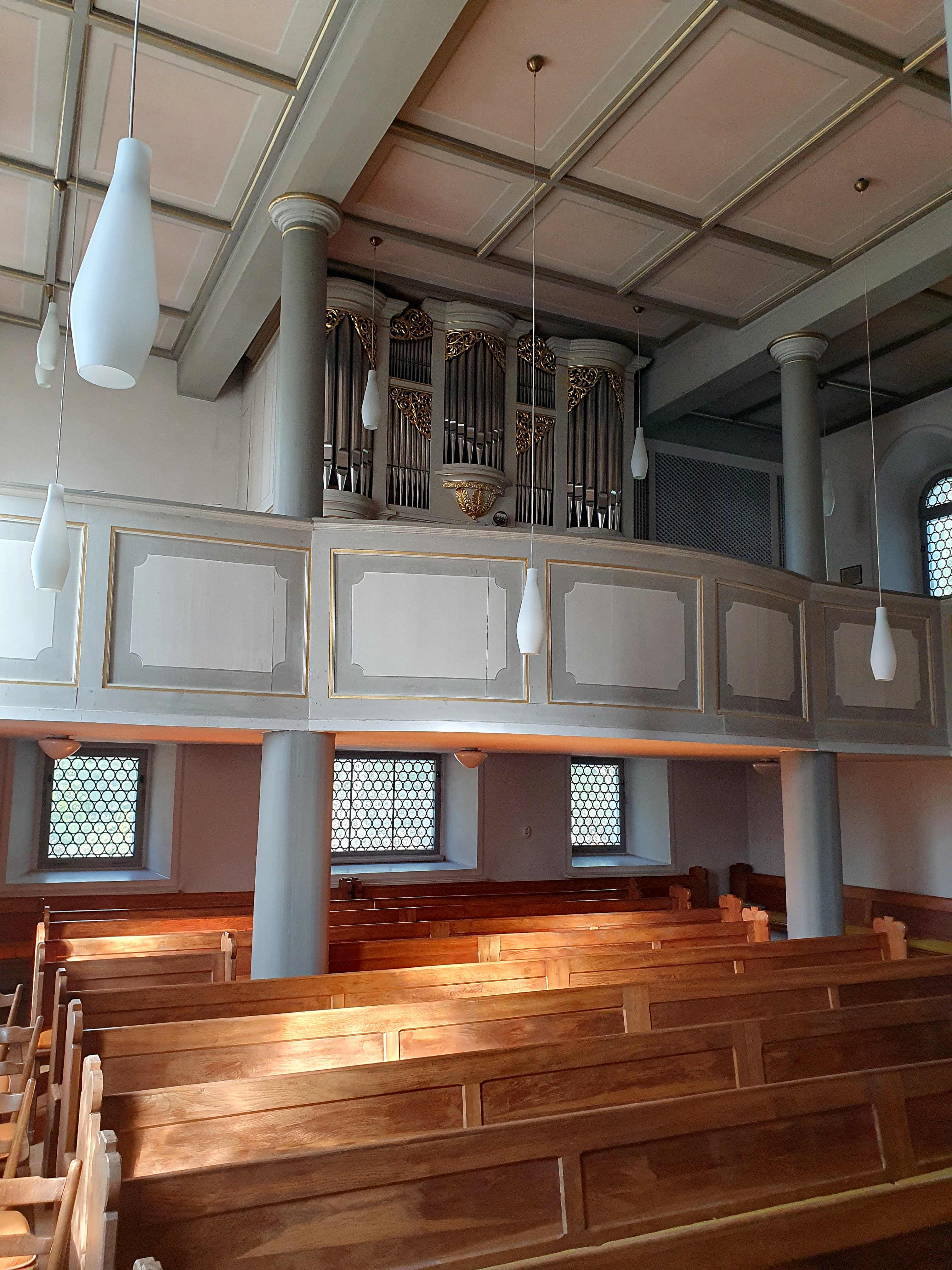
Orgel

Die evangelische Kirche St. Johannis ist eine im Kern romanische Saalkirche im Ortsteil Langenhessen von Werdau im Landkreis Zwickau in Sachsen. Sie gehört zur Kirchengemeinde Langenhessen-Niederalbertsdorf im Kirchenbezirk Zwickau der Evangelisch-Lutherischen Landeskirche Sachsens.

## Geschichte und Architektur
Die im Kern romanische Saalkirche mit gedrungenem Chor wurde um 1270 vermutlich durch die Crimmitschauer Augustiner-Chorherren erbaut. Im Jahr 1517 wurde die Reformation eingeführt. Der Saal wurde spätbarock erneuert; im Jahr 1893 erfolgte eine Innenerneuerung, in den 1970er Jahren eine purifizierende Erneuerung. Das Bauwerk ist ein Putzbau mit eingezogenem, gerade geschlossenem Chor mit mächtigen Strebepfeilern; der oktogonale Dachreiter wird von einem Spitzhelm bekrönt. An der Westseite und am nördlichen Anbau sind Treppengiebel angebracht.
Das Innere ist ein Emporensaal mit Felderdecke, die durch vier hölzerne Rundstützen getragen wird; der Chor wird durch einen mächtigen Spitzbogengurt in zwei Joche geteilt und ist mit Kreuzrippengewölbe über später hinzugefügten Rundpfeilern gewölbt.

## Ausstattung
Das Hauptstück der Ausstattung ist ein künstlerisch wertvoller Schnitzaltar mit vier beweglichen in zwei festen Flügeln mit der Jahreszahl 1508. Die Schnitzfiguren werden Leonhardt Herrgott aus Zwickau zugeschrieben. Die Predella trägt eine feine Rankenbemalung und ein Relief der Grablegung. Die bemalten Predellenflügel zeigen Christi Erscheinung vor Maria Magdalena (außen) und die Heiligen Stephanus und Laurentius (innen). Auf der Rückseite sind Schmerzensmann und Schmerzensmutter dargestellt. Im Schrein sind die Schnitzfiguren von Maria mit Kind zwischen Johannes dem Täufer und der Heiligen Barbara, in den Flügeln die Heiligen Margaretha und Dorothea zu sehen. Die Gemälde mit der Jahreszahl 1507 sind mit beachtenswerter Raumdarstellung und Beleuchtung ausgeführt und stehen unter süddeutschem Einfluss. In der ersten Wandlung sind auf den Flügeln Szenen aus dem Leben Johannes des Täufers, in der zweiten Wandlung die Heiligen Nikolaus, Petrus, Paulus und Wolfgang dargestellt; im Auszug die Figuren der Heiligen Georg, Anna selbdritt und Urban (?).
Die Orgel mit dreitürmigem, barockisierendem Prospekt ist ein Werk von Johann Gotthilf Bärmig aus dem Jahr 1855 mit 18 Registern auf zwei Manualen und Pedal, das 1997 durch Georg Wünning restauriert wurde.
Ein barockes Grabdenkmal erinnert an Johann Seiffert († 1700).
Die Kirche erhielt im Jahr 1882 ein aus drei Glocken bestehendes Geläut. Die Kirchturmuhr wurde ebenfalls 1882 beschafft. Die Glocken mussten 1917 während des Ersten Weltkrieges für Kriegszwecke abgegeben werden; als Ersatz dafür wurden 1919 die heutigen Stahlglocken eingeweiht.